# Las aventuras de Carland Cross
Las Aventuras de Carland Cross (o Los Misterios de Carland Cross) o simplemente Carland Cross es una serie animada de televisión franco-canadiense-belga de 26 episodios de 26 minutos cada uno, basada en la tira cómica de Michel Oleffe y Olivier Grenson que tiene por título Las Aventuras de Carland Cross. Se transmitió desde 1996 en varios países de Europa.
A partir de junio de 1996, se difundió en TF1 y Canal+, y luego a principios de 1997 también en otros canales en Italia, Suiza, Portugal, y otros países europeos. En los países hispanos, Carland Cross se difundió sobre todo en España y América del Sur, en varios canales de televisión: Locomotion, Magic Kids, Televisa, Canal+ (España). En España la serie también fue distribuida en DVD.

## Sinopsis
Londres en los años 30, es una ciudad que todavía está a la sombra terrible del Destripador y de muchos otros grandes criminales. En ese contexto, se presenta a un detective privado, de talla media, trabajando junto a los oficiales de policía: Carland Cross es un detective privado británico, que, ayudado por su asistente Andy White dedica su tiempo a resolver complejas investigaciones marcadas con el sello de asesinatos inexplicables y extraños. El personaje se enfrenta a criminales satánicos, lugares malditos, parcelas de misterio que a menudo dejan desconcertada a la propia policía, complots y sectas misteriosas, y personajes iluminados, o monstruosos, o míticos. Estos casos suelen ser maquiavélicos, y orquestados por el malvado y temible Murdock, el enemigo jurado de Carland Cross.
Llamado el detective de lo imposible y operando al margen de los servicios oficiales de policía, Carland Cross lleva adelante sus investigaciones con el sesgo de lo extraño y lo inesperado, y su universo de actuación preferente es el Reino Unido de los años 1930.

## Historia
En 1994, Olivier Grenson tuvo la idea de hacer una animación por ordenador de las aventuras de Carland Cruz. Con un amigo, dueño del estudio, comienza a seleccionar una serie de imágenes en álbumes, y a editarlos en una breve secuencia en la que añade algunos efectos y una banda de sonido con un texto de Michel Oleffe. Después se pone en contacto con el estudio de animación de dibujos animados profesionales ODEC-Kid Cartoons.
Rápidamente se decidió producir un piloto de animación. Michel Oleffe proporcionó un escenario para el Misterio del Lock Ness, Olivier Grenson aportó personajes esquemáticos, y el piloto fue producido y presentado en un congreso de la animación, en Las Azores, en 1995. Dado el interés generado por el piloto, un acuerdo financiero se concluyó en forma rápida, y ODEC KID CARTOON se integró en la producción, con socios en Bélgica, Francia, y Canadá.

## Concepción
Carland Cross, cómic creado en 1991, es una rara y siniestra serie de animación para jóvenes, que trata algunos temas relativos a crímenes, terror, suspenso, mezclando los mismos con inocencia y fantasía. En parte se inspira en las novelas de Agatha Christie, Arthur Conan Doyle, William Hope Hodgson, y Jean Ray. Olivier Grenson y Michel Oleffe, son el creador y el editor de estas  tiras cómicas.

## Los personajes
Es el protagonista de la serie. Se trata de un extraño detective privado, metódico, frío, calculador, y que parece particularmente interesado en entender los misterios que encierra Scotland Yard. Aunque de naturaleza fría y poco demostrativo, sobre todo es valiente cuando las vidas de sus amigos y asociados están en peligro.
Comparte sus investigaciones con su alumno, el valiente Andy White, un joven atrevido y aventurero que se presenta como su aprendiz, aunque en determinados momentos de la serie, su ausencia es justificada por el hecho de que continúa sus estudios.
También hay una buena ama de llaves, la señora Stones, que vela por los dos detectives, y aunque ella se queja todo el tiempo, sus platos de cocina son deliciosos y apreciados.
También debe citarse a Medwenna Simpson, de la alta sociedad aristocrática, que admira a Carland Cross, y se acerca a él con la excusa de escribir sus memorias, o detalles de alguna de sus expediciones.
Por cierto también es importante el Superintendente Marmaduke Wingfield, de Scotland Yard, hombre de gran fama, amable y competente.
Su viejo enemigo no es otro que Murdock, aristócrata prusiano, de carácter duro como el acero, y cerebro criminal.
El hombre de confianza de este último es Bardolph Snoop, tipo de complexión grande y conversación limitada.

## Sobre la serie
TF1 tenía gran interés en la producción, y difundió la misma hacia el fin de los años 90, y luego relanzó una reedición en la primavera del año 2004, entre las 6 y las 7 horas de la mañana, durante algunas semanas. En esa oportunidad, la serie fue seguida, en media, entre 1 y 5 millones de espectadores cada día. RTBF fue una de las últimas cadenas en difundir regularmente Carland Cross a partir del año 2009.

## Interpretaciones
- Robert Guilmard: Carland Cross
- Daniel Dury: Murdock
- Véronique Biefnot: Medwenna Simpson
- Philippe Allard: Andy White
- Peppino Capotondi: Bardolph Snoops
- Léon Dony: Le superintendant Marmaduke Wingfield
- Nicole Shirer: Mrs Stones

## Episodios
1. Les Lions de Venise
2. La Créature venue du Temps
3. Le Théâtre des Damnés
4. Le Puits de Lumière
5. Le Secret du Minotaure
6. Le Golem
7. L’Ombre du Titanic
8. La Rosace Maudite
9. Les Treize Tableaux
10. La Couvée du Diable
11. Le Tribunal de Kâli
12. Le Chant de la Sirène
13. Le Fantôme du British Museum
14. La Rue Qui N’Existait Pas
15. La Maison de la Vengeance
16. Le Glacier Cannibale
17. Le Miroir Noir
18. Le Mystère du Loch Ness
19. Le Monstre sous la Mer
20. Le Trésor de Marco Polo
21. Le Vampire de Highgate
22. Opération Méduse
23. Le Spectre de Lord Plumkett
24. Le Banquet de Cendres
25. Le Diable de Shangaï
26. La Machine d’Egon Stein

## Ficha técnica
- Música : Didier Ledan, Joseph Refalo.
- Realización : Michel Pillyser.
- Escenario : Michel Oleffe, Emmanuel Errer, Gérald Dupeyrot.